# Uperoleia crassa
Az Uperoleia crassa a kétéltűek (Amphibia) osztályának békák (Anura) rendjébe, a Myobatrachidae családba, azon belül az Uperoleia nembe tartozó faj.

## Előfordulása
Ausztrália endemikus faja. Elterjedési területe Ausztrália északi része, az Északi terület északkeleti részén, Queensland északnyugati részén és a nyugat-ausztráliai Kimberley régió távoli nyugati partvidékén található Mitchell-fennsíkon honos. Az Északi Területen és Queenslandben az árterek szélén lévő füves területekre és nyílt erdőkre korlátozódik, ahol a monszun esőzések átmenetileg elöntik a talajt. Ismert továbbá, hogy részben elöntött területeken, valamint ritkás Livistonia- és Eukaliptusz-erdőkkel körülvett, fáktól megtisztított területeken él.

## Megjelenése
Kis termetű békafaj, testhossza elérheti a 3 cm-t. Háta vörösbarna, sötétbarna vagy világos szürkésbarna. Ha a háta világos szürkésbarna, akkor sötétebb barna foltok tarkítják, és egy vékony, narancssárga hosszanti vonal húzódik a hát közepén. A test oldalának alsó fele és a fej gyakran szürke, a karokon és a lábakon pedig néha vízszintes sávok húzódnak. Néha a száj szélétől a karig egy apró, halvány rózsaszínű, halvány barnasárga vagy fehér csík húzódik. Hasa halvány rózsaszínű, fehér vagy szürkésfehér pöttyökkel. A hímek torka szürke. Az ágyék és a combok hátsó része élénkpiros. A pupilla vízszintes, a szivárványhártya arany vagy ezüstös arany színű. Mellső lábainak ujjai között nincs úszóhártya, a hátsókén félig van, ujjai végén nincsenek korongok. A paratoid mirigyek nagy méretűek és vörösbarnák, narancsszínűek, halvány narancsbarnák vagy halvány sárgásbarnák.

## Életmódja
Hangja miatt az Uperoleia crassát korábban két fajnak tartották: az Uperoleia crassa, ami a Kimberley-szigetekre korlátozódott, az Uperoleia inundata pedig a Top End és a Kimberley-szigetek nyugati részén él. Az Australian Museum tudományos munkatársa, Dr. Renee Catullo által vezetett legújabb kutatások azonban kimutatták, hogy ezek egyetlen fajnak tekinthetők. A hangok közötti különbségek feltehetően ott keletkeztek, ahol az Uperoleia crassa elterjedési területe átfedésben van a rokon Uperoleia borealiséval.
Nyáron, az esős évszakban szaporodik. A petéket a nőstény egyenként rakja le, és a vízfelszín alatti növényzethez rögzíti ideiglenes tavakban, patakokban és elárasztott vízelvezető árkokban. Az ebihalak hossza elérheti a 4 cm-t, színük a barnától az aranybarnáig terjed. Gyakran a víztestek alján maradnak, és körülbelül két hónapig tart, amíg békává fejlődnek.

## Természetvédelmi helyzete
A vörös lista a nem fenyegetett fajok között tartja nyilván. Populációja némileg csökkenő, több természetvédelmi területen is megtalálható.